# Club Deportivo Universitario Femenil (Panamá)
El Club Deportivo Universitario Femenino es un club de fútbol aficionada y una entidad deportiva de la ciudad de Penonomé, provincia de Coclé, Panamá. Juega actualmente en la Liga de Fútbol Femenino de Panamá.

## Palmarés

### Liga Femenina de Fútbol

#### Torneos Nacionales (5)
- Campeonas de la Liga 2015 (1)
- Campeonas de la Liga 2016 (2)
- Campeonas del Torneo Apertura 2018 (3)
- Campeonas del Torneo Clausura 2019 (4)
- Campeonas del Torneo Apertura 2019 (5)

- Datos: Q76484690